# Mugerovu
Mugerovu är ett vattendrag i Burundi.   Det ligger i provinsen Makamba, i den södra delen av landet, 90 kilometer sydost om huvudstaden Bujumbura.
Omgivningarna runt Mugerovu är en mosaik av jordbruksmark och naturlig växtlighet. Runt Mugerovu är det tätbefolkat, med 356 invånare per kvadratkilometer.